# GNOME Evolution
Pour les articles homonymes, voir Évolution.
 (juin 2021).
Evolution (anciennement Novell Evolution et Ximian Evolution) est un groupware (logiciel de groupe de travail) libre. Il fait partie du projet GNOME depuis la version 2.8. C'est un client de messagerie et un gestionnaire d'informations personnelles (carnet d'adresses, agenda).
Son interface utilisateur et son fonctionnement sont similaires à ceux de Microsoft Office Outlook. Il a quelques fonctionnalités qui le distinguent : indexation du texte de tous les emails arrivant, et une fonctionnalité de « dossiers virtuels » (ce sont des recherches sauvées qui ressemblent à des dossiers d'emails normaux).
Evolution peut être connecté à un serveur Microsoft Exchange en utilisant son interface Web et un module d'extension appelé connecteur. En utilisant gnome-pilot il peut être synchronisé avec un Palm Pilot et Multisync permet de le synchroniser avec des téléphones portables et autres PDA.
À compter de la version 2.26, Evolution peut importer directement les dossiers messages, contacts, rendez-vous, tâches et autres éléments d'Outlook (fichiers .pst) et offre le support du protocole MAPI et EWS facilitant la communication avec Microsoft Exchange Server.

## Historique
Initialement développé sous le nom Evolution par Ximian, racheté par Novell en 2003, il est rebaptisé Novell Evolution. Il redevient Evolution, à l'occasion de sa libération et de son intégration au projet GNOME.

## Evolution 2
Evolution 2, disponible depuis septembre 2004, comporte d'importantes nouvelles fonctionnalités :
- connectivité intégrée avec Novell GroupWise ;
- connectivité intégrée avec Microsoft Exchange ;
- support hors-ligne amélioré pour les comptes IMAP ;
- nombreuses évolutions du calendrier ;
- support de S/MIME, gestion des contacts amélioré ;
- intégration de Pidgin (anciennement Gaim) ;
- intégration améliorée au Bureau ;
- conformité accrue avec les directives d'interface humaines de GNOME ;
- fonctionnalité SpamAssassin intégrée (avec niveau de spam et règles définis par l'utilisateur dans ~/.spamassassin/).

## Evolution pour Windows
En janvier 2005, Nat Friedman de Novell annonce dans son blog que la société a embauché Tor « tml » Lillqvist, le programmeur finlandais qui a porté GIMP sur Microsoft Windows, pour faire la même chose avec Evolution. Il existe aujourd'hui un installeur sous Windows réalisé par Marc Pinto à partir du portage de Tor Lillqvist.
Avant cette annonce, plusieurs projets ayant le même but avaient démarré, mais aucun d'entre eux n'a sorti de version alpha.